# Гуткнехт, Марианна
Мариа́нна Гу́ткнехт (нем. Marianne Gutknecht) — швейцарская кёрлингистка.
В составе женской сборной Швейцарии участвовала в чемпионате мира 1990 (заняли седьмое место). Чемпионка Швейцарии среди женщин.
Играла в основном на позиции второго.

## Достижения
- Чемпионат Швейцарии по кёрлингу среди женщин: золото (1990).

## Команды
| Сезон   | Четвёртый            | Третий       | Второй            | Первый            | Запасной | Турниры                      |
| ------- | -------------------- | ------------ | ----------------- | ----------------- | -------- | ---------------------------- |
| 1989—90 | Бригитта Лойтенеггер | Гизела Петер | Марианна Гуткнехт | Карин Лойтенеггер |          | ЧШЖ 1990 · ЧМ 1990 (7 место) |

(скипы выделены полужирным шрифтом)